# Марко Бабић
Марко Бабић (Вуковар, 16. фебруар 1965. – Загреб, 5. јул 2007.) био је припадник Оружаних снага Републике Хрватске и учесник рата у Хрватској. Постхумно је унапређен у чин бригадног генерала.

## Биографија
Неколико година је радио у Швајцарској, а уочи избијања оружаног сукоба у Хрватској, у априлу 1991., вратио се у Вуковар и придружио се локалним снагама у битци града, посебно на Трпињској цести.

## Учествовање у рату
Био је заменик команданта 3. батаљона 204. вуковарске бригаде, као и блиски сарадник и заменик команданта Благе Задре. Током борби у Вуковару уништио је 14 тенкова. Организовао је противоклопне јединице као што су „Жути мрави“ и „Пустињски пацови“.
Након погибије Благе Задре, преузео је команду над 3. батаљоном. После пада Вуковара, успео је да се са групом војника пробије из опкољеног града.
Иако су му родитељи убијени у селу Бобота у септембру 1991. године, савременици наводе да није гајио мржњу према непријатељу.

## После рата
До 1997. године напустио је активну службу у Хрватској војсци. Са редитељем Едуардом Галићем и продуцентом Домиником Галићем сарађивао је на документарној серији Хероји Вуковара.
Одбио је остваривање права на борачку пензију, изјавивши да се борио за своју земљу, а не за привилегије.
Преминуо је од последица можданог удара 5. јула 2007. у Загребу. Сахрањен је на Меморијалном гробљу у Вуковару.

## Признања
- 2012: Удружење бораца из Подравке му је постхумно доделило признање „Јунак Домовинског рата“.
- 2016: Град Вуковар му је доделио награду за животно дело.
- 2018: Струковна школа у Вуковару добила је име Средња струковна школа Марко Бабић.
- 2019: У војарни „Јосип Јовић“ у Удбини отворено је обукашко средиште за развој вођа које носи његово име.
- 2024: Председник Зоран Милановић му је постхумно доделио почасни чин бригадног генерала.